# Балагура, Александр Николаевич
Александр Николаевич Балагура (род. 1961, город Любомль, Волынская область) — украинский и итальянский кинодокументалист, член Союза кинематографистов Украины. Почетный гражданин Киева (2008).

## Биография
Родился в 1961 году в Любомле Волынской области. В 1981 поступил на исторический факультет Киевского государственного университета имени Тараса Шевченко, который закончил в 1987 году. Год по окончании университета работал учителем истории. Потом нашел работу ассистента режиссёра на Украинской студии хроникально-документальных фильмов. Ещё через год снял собственный фильм. Его первой самостоятельной работой в кино стал документальный короткометражный фильм «Нашим братьям и сестрам», который получил признание приз за лучший документальный фильм на международном кинофестивале во Флоренции, Италия. После этого снял ещё ряд фильмов. Знаковым в своей кинокарьере Александр Балагура считает фильм «Антологион», посвященный столетию кино. Работал над этой лентой в 1995—1996 гг. без финансирования и зарплаты в условиях почти полного упадка киносферы на Украине. В 1998 году уехал в Италию, где стал независимым кинорежиссёром. Первым фильмом за рубежом стала лента «Итальянская пауза», в которой он описал свое состояние ожидания и события, происходящие вокруг. Ленту высоко оценили в Италии, Франции. Фильм «Крылья бабочки» получил приз жюри за лучший украинский фильм 2007—2008 гг. на Международном киевском кинофестивале «Молодость».

### Семейное положение
Женат, жена — историк. Отец трех детей. Вместе с семьей живёт в Генуе.

## Творчество
Автор около 30 документальных фильмов, участвовавших в международных кинофестивалях в Киеве, Париже, Турине, Торонто, Тампере, Флоренции, Тальякоццо и тому подобное. Среди них:
- 2015 — Story for an empty theatre
- 2011 — Время жизни объекта в кадре
- 2010 — Интонация бега, 10 минут.
- 2009 — Textura lucis, 23 минут.
- 2007 — Крылья бабочки (фильм о незаконченном фильме), 64 мин.
- 2005 — Verso meta, 59 минут.
- 2004 — Итальянская пауза (фильм об ожидании фильма), 3 часа. 30мин.
- 1998—1999 — документальный цикл Фотограф
- 1996 — Антологион (украинский фильм)
- 1997 — Рафаил Нахманович, Анатолий Сырых, Владимир Костенко — серия 15-минутных документальных кинопортретов.
- 1994 — Messa eclectica, 18 минут.
- 1994 — Из зеленых мыслей одного лиса, 20 мин.
- 1993 — Владимир Ивасюк. Мелодия, 30 мин.
- 1992 — Три храма на моей ладони, 30 мин.
- 1991 — Улица-вдова, 18 минут.
- 1990 — Нашим братьям и сестрам